# Dilináta
Dilináta är en ort i Grekland.   Den ligger i prefekturen Nomós Kefallinías och regionen Joniska öarna, i den sydvästra delen av landet, 280 km väster om huvudstaden Aten. Dilináta ligger 360 meter över havet och antalet invånare är 719. Den ligger på ön Kefalonia Island.
Terrängen runt Dilináta är huvudsakligen kuperad, men österut är den bergig. Havet är nära Dilináta åt sydväst. Runt Dilináta är det ganska tätbefolkat, med 65 invånare per kvadratkilometer. Närmaste större samhälle är Argostoli, 5,3 km sydväst om Dilináta. Trakten runt Dilináta består till största delen av jordbruksmark.